# Athens (Georgia)
Athens ('Athens-Clarke County') is een stad in de Amerikaanse staat Georgia en telt 100.266 inwoners. Het is hiermee de 239e stad in de Verenigde Staten (2000). De oppervlakte bedraagt 305,0 km², waarmee het de 50e stad is.
In Athens bevindt zich de State Botanical Garden of Georgia, een botanische tuin.

## Demografie
Van de bevolking is 8% ouder dan 65 jaar en bestaat voor 29,9% uit eenpersoonshuishoudens. De werkloosheid bedraagt 2,7% (cijfers volkstelling 2000).
Ongeveer 6,4 % van de bevolking van Athens bestaat uit hispanics en latino's, 27,4% is van Afrikaanse oorsprong en 3,1% van Aziatische oorsprong.
Het aantal inwoners steeg van 86.520 in 1990 naar 100.266 in 2000 en naar 127.000 in 2020.

## Klimaat
In januari is de gemiddelde temperatuur 5,4 °C, in juli is dat 26,4 °C. Jaarlijks valt er gemiddeld 1263,4 mm neerslag (gegevens op basis van de meetperiode 1961-1990).

## Muziek
Athens staat bekend om haar rijke muziekgeschiedenis. Naast R.E.M., begin jaren 90 een van de grootste bands ter wereld, komen onder andere The B-52's en de indie-bands Neutral Milk Hotel en Of Montreal uit de stad.

## Plaatsen in de nabije omgeving
De onderstaande figuur toont nabijgelegen plaatsen in een straal van 16 km rond Athens-Clarke County.

## Geboren in Athens
- Lou McGarity (1917-1971), jazzzanger, -violist en -trombonist
- Kim Basinger (1953), actrice
- Jeff Daniels (1955), acteur
- Brian Kemp (1963), gouverneur van Georgia
- Madeleine Peyroux (1973), zangeres
- Kathleen Hersey (1990), zwemster